# Kabinet-Thorbecke III
Kabinet-Thorbecke III was een Nederlands kabinet van 4 januari 1871 tot 6 juli 1872.
Net als het voorgaande kabinet is dit een liberaal kabinet. Herziening van de defensie-organisatie staat hoog in het vaandel. Het kabinet is, zo heet het, aangetreden "Met het geweer op de schouder". Van realisering van de plannen tot legerhervorming komt echter niets terecht. Gedurende de 19 maanden dat het kabinet aan het bewind is, zijn er liefst drie ministers van Oorlog.
Van de voorstellen voor belastingherziening van minister Blussé van Oud-Alblas komt evenmin iets terecht. Een voorstel om een inkomstenbelasting in te voeren in ruil voor afschaffing van het recht van patent en de accijns op vlees wordt door de Tweede Kamer op 2 mei 1872 afgewezen.
Ten tijde van besprekingen over reconstructie van het kabinet overlijdt Thorbecke, waarna een geheel nieuw kabinet wordt gevormd.

## Ambtsbekleders
| Ambtsbekleders                                   | Ambtsbekleders                               | Ambtsbekleders                                               | Ministers / Ministerie | Ministers / Ministerie                   | Termijn                                         | Partij            |
| ------------------------------------------------ | -------------------------------------------- | ------------------------------------------------------------ | ---------------------- | ---------------------------------------- | ----------------------------------------------- | ----------------- |
|                                                  | J.R. (Johan Rudolph) Thorbecke               | mr.dr. J.R. (Johan Rudolph) Thorbecke (1798–1872)            | Voorzitter             | Voorzitter                               | 4 januari 1871 – 4 juni 1872 (overleden)        | O (Oud- Liberaal) |
| Minister                                         | J.R. (Johan Rudolph) Thorbecke               | mr.dr. J.R. (Johan Rudolph) Thorbecke (1798–1872)            | Binnenlandse Zaken     |                                          | 4 januari 1871 – 4 juni 1872 (overleden)        | O (Oud- Liberaal) |
| Minister                                         |                                              | P.Ph. (Pieter) van Bosse                                     | Binnenlandse Zaken     | mr. P.Ph. (Pieter) van Bosse (1809–1879) | 4 juni 1872 – 6 juli 1872 (waarnemend)          | O (Oud- Liberaal) |
|                                                  | J.J. (Joannes) van Mulken                    | luitenant-generaal J.J. (Joannes) van Mulken (1796–1879)     | Minister               | Buitenlandse Zaken                       | 4 januari 1871 – 18 januari 1871 (waarnemend)   | O (Oud- Liberaal) |
|                                                  | J.L.H.A. (Louis) baron Gericke van Herwijnen | mr. J.L.H.A. (Louis) baron Gericke van Herwijnen (1814–1899) | Minister               | Buitenlandse Zaken                       | 18 januari 1871 – 6 juli 1872                   | O (Oud- Liberaal) |
|                                                  |                                              | mr. P. (Pieter) Blussé van Oud-Alblas (1812–1887)            | Minister               | Financiën                                | 4 januari 1871 – 6 juli 1872                    | O (Oud- Liberaal) |
|                                                  |                                              | mr.dr. J.A. (Jolle) Jolles (1814–1882)                       | Minister               | Justitie                                 | 4 januari 1871 – 6 juli 1872                    | O (Oud- Liberaal) |
|                                                  | G.P. (Gerardus) Booms                        | kolonel G.P. (Gerardus) Booms (1822–1897)                    | Minister               | Oorlog                                   | 4 januari 1871 – 28 januari 1871 (afgetreden)   | O (Oud- Liberaal) |
|                                                  | A. (Adriaan) Engelvaart                      | generaal-majoor A. (Adriaan) Engelvaart (1812–1893)          | Minister               | Oorlog                                   | 28 januari 1871 – 23 december 1871 (afgetreden) | O (Oud- Liberaal) |
|                                                  |                                              | L.G. (Lodewijk) Brocx (1819–1880)                            | Minister               | Oorlog                                   | 23 december 1871 – 5 februari 1872 (waarnemend) | O (Oud- Liberaal) |
|                                                  |                                              | generaal-majoor F.A.Th. (Félix) Delprat (1812–1888)          | Minister               | Oorlog                                   | 5 februari 1872 – 6 juli 1872                   | O (Oud- Liberaal) |
|                                                  |                                              | L.G. (Lodewijk) Brocx (1819–1880)                            | Minister               | Marine                                   | 4 januari 1871 – 6 juli 1872                    | O (Oud- Liberaal) |
|                                                  | P.Ph. (Pieter) van Bosse                     | mr. P.Ph. (Pieter) van Bosse (1809–1879)                     | Minister               | Koloniën                                 | 4 januari 1871 – 6 juli 1872                    | O (Oud- Liberaal) |
| Bron: Kabinet-Thorbecke III Parlement & Politiek |                                              |                                                              |                        |                                          |                                                 |                   |

## Mutaties
Minister Booms van Oorlog treedt na 3 weken af vanwege zijn gezondheid. Zijn opvolger, Engelvaart, vertrekt binnen een jaar omdat hij, anders dan zijn collega's, er niet van overtuigd is, dat de Grondwet regeling van het defensiestelsel bij wet voorschrijft.
Schimmelpenninck ·
De Kempenaer-Donker Curtius ·
Thorbecke I ·
Van Hall-Donker Curtius ·
Van der Brugghen ·
Rochussen ·
Van Hall-Van Heemstra ·
Van Zuylen van Nijevelt-Van Heemstra ·
Thorbecke II ·
Fransen van de Putte ·
Van Zuylen van Nijevelt ·
Van Bosse-Fock ·
Thorbecke III ·
De Vries-Fransen van de Putte ·
Heemskerk-Van Lynden van Sandenburg ·
Kappeyne van de Coppello ·
Van Lynden van Sandenburg ·
Heemskerk Azn. ·
Mackay ·
Van Tienhoven ·
Röell ·
Pierson ·
Kuyper ·
De Meester ·
Heemskerk ·
Cort van der Linden ·
Ruijs de Beerenbrouck I ·
Ruijs de Beerenbrouck II ·
Colijn I ·
De Geer I ·
Ruijs de Beerenbrouck III ·
Colijn II ·
Colijn III ·
Colijn IV ·
Colijn V ·
De Geer II ·
Gerbrandy I ·
Gerbrandy II ·
Gerbrandy III ·
Schermerhorn-Drees ·
Beel I ·
Drees-Van Schaik ·
Drees I ·
Drees II ·
Drees III ·
Beel II* ·
De Quay ·
Marijnen ·
Cals ·
Zijlstra* ·
De Jong ·
Biesheuvel I ·
Biesheuvel II* ·
Den Uyl ·
Van Agt I ·
Van Agt II ·
Van Agt III* ·
Lubbers I ·
Lubbers II ·
Lubbers III ·
Kok I ·
Kok II ·
Balkenende I ·
Balkenende II ·
Balkenende III* · 
Balkenende IV ·
Rutte I ·
Rutte II · 
Rutte III ·
Rutte IV ·  
Schoof

* rompkabinet